# Vanessa Spínola
Vanessa Chefer Spínola (* 5. März 1990 in São Paulo) ist eine brasilianische Siebenkämpferin.

## Sportliche Laufbahn
Ihre ersten internationalen Meisterschaften waren die Juniorensüdamerikameisterschaften 2007 in São Paulo, bei denen sie mit 79 m die Goldmedaille im Weitsprung gewann. Bei den Jugendweltmeisterschaften in Ostrava belegte sie im Siebenkampf den 21. Platz. 2008 wurde sie bei den Juniorenweltmeisterschaften in Bydgoszcz 16. und gewann bei den U23-Südamerikameisterschaften in Lima mit 5138 Punkten die Goldmedaille. 2009 gewann sie bei den Juniorensüdamerikameisterschaften in São Paulo die Goldmedaille im Siebenkampf und mit der brasilianischen 4-mal-100-Meter-Staffel. Zudem belegte sie über 100 Meter den vierten Platz. Daraufhin gewann sie bei den Panamerikanischenjuniorenmeisterschaften in Port of Spain die Goldmedaille im Siebenkampf, wie auch bei den Südamerikameisterschaften in Lima. 2010 musste sie ihren Wettkampf bei den Südamerikaspielen in Medellín, die zugleich auch die U23-Südamerikameisterschaften darstellten, aufgeben und belegte bei den Ibero-amerikanischen Meisterschaften in San Fernando den vierten Platz.
2011 gewann sie bei den Südamerikameisterschaften in Buenos Aires erneut die Goldmedaille im Siebenkampf. 2012 gewann sie bei den U23-Südamerikameisterschaften in São Paulo die Goldmedaille, wie auch bei den Ibero-amerikanischen Meisterschaften 2014 ebendort. 2015 gewann sie bei den Panamerikanischen Spielen in Toronto die Bronzemedaille und qualifizierte sich für die Weltmeisterschaften in Peking, bei denen sie mit 5647 Punkten den 26. Platz belegte. 2016 nahm sie an den Olympischen Sommerspielen in Rio de Janeiro teil und wurde dort mit 6024 Punkten 23. Ein Jahr später belegte sie bei den Weltmeisterschaften in London mit 4500 Punkten Platz 27. Zwei Wochen später belegte die Studentin der Santa Anna University Centre bei den Studentenweltspielen auf Taiwan den fünften Platz mit 5337 Punkten.

## Persönliche Bestleistungen
- 100 Meter: 11,95 s (+1,0 m/s), 25. Juli 2009 in São Paulo
- Weitsprung: 6,17 m (+1,1 m/s), 17. September 2010 in São Paulo
- Siebenkampf: 6188 Punkte, 1. Juli 2016 in São Bernardo do Campo (Brasilianischer Rekord)

| Disziplin    | Ergebnis    | Punkte |
| ------------ | ----------- | ------ |
| 100 m Hürden | 14,23 s     | 946    |
| Hochsprung   | 1,81 m      | 991    |
| Kugelstoßen  | 13,07 m     | 732    |
| 200 m        | 24,16 s     | 965    |
| Weitsprung   | 6,15 m      | 896    |
| Speerwurf    | 45,83 m     | 779    |
| 800 m        | 2:16,01 min | 879    |

- Fünfkampf (Halle): 4292 Punkte, 14. Februar 2016 in Tallinn (Südamerikarekord)